# Krosna (wieś)
Krosna – wieś w Polsce, położona w województwie małopolskim, w powiecie limanowskim, w gminie Laskowa.
W latach 1975–1998 miejscowość administracyjnie należała do województwa nowosądeckiego.

## Położenie
Krosna położona jest w dolinie Potoku Krośnieńskiego, lewobrzeżnego dopływu rzeki Łososina.

## Części wsi
Integralne części wsi Krosna: Brzezie, Buczkówka, Dział, Janikówka, Jochymówka, Jońcówka, Kędrówka, Koleńszczówka, Kołodziejówka, Łaziska, Łazy, Na Blichu, Nalepówka, Pawlakówka, Przylaski, Sędziówka, Urygówka, Wajdówka, Wielkie Pole, Włodarzówka, Za Brzeziną, Zagroda, Zdebiówka.

## Historia
Początki wsi datowane są na przełom XIII i XIV wieku. Pierwotnie nazywała się ona Krostna. Pierwsza pisemna wzmianka pochodzi z 1324 roku i informuje o kupnie wsi przez zakon Klarysek ze Starego Sącza. W 1367 roku w Krosnej powstało sołectwo na prawie magdeburskim, którego celem miała być eksploatacja tutejszych lasów na cele klasztorne.
W 1772 roku Krosna znalazła się pod panowaniem austriackim. Po konfiskacie dóbr zakonnych w 1782 miejscowość przeszła na własność rządu austriackiego, a następnie w 1833 została sprzedana baronowi Brunickiemu z Pisarzowej, którego własnością pozostawała aż do uwłaszczenia w 1848. Po zniesieniu pańszczyzny wieś zaczęła się dynamicznie rozwijać – budowano nowe domy, a w 1864 utworzono pierwszą szkołę.
W 1909 roku miejscowy artysta Józef Mrozowski otworzył w dawnej żydowskiej karczmie pierwszą pracownię rzeźbiarsko-artystyczną. Jego tradycje kontynuują do dziś lokalni rzemieślnicy, trudniący się wyrobem galanterii drzewnej.
W 1897 roku do Krosnej przybyły zakonnice ze Zgromadzenia Sióstr Służebniczek Starowiejskich, które założyły tu ochronkę dla dzieci. Dla ich potrzeb wybudowano w latach 1905–1906 drewnianą, publiczną kaplicę publiczną pod wezwaniem św. Józefa Oblubieńca Najświętszej Maryi Panny. Był to obiekt drewniany, szalowany, kryty blachą i eternitem, z jedną nawą i niewielkim prezbiterium. Odnowiono ją w 1915, wtedy również dobudowano wieżyczkę na sygnaturkę. Poświęcona została w 1926.
Na utworzenie samodzielnej parafii wieś musiała jednak czekać do 1970 roku. W latach 80. XX wieku wzniesiono nowy kościół, a stara kaplica została rozebrana z powodu postępującego niszczenia. Na jej miejscu stanęła zbudowana przez parafian kapliczka poświęcona św. Kindze.
W 1997 część wsi została zniszczona przez wielką powódź.